# Pseudomacrochiron aureliae
Pseudomacrochiron aureliae is een eenoogkreeftjessoort uit de familie van de Macrochironidae. De wetenschappelijke naam van de soort is voor het eerst geldig gepubliceerd in 2012 door Tang, Yasuda, Yamada & Nagasawa.